# Wiederverwendung

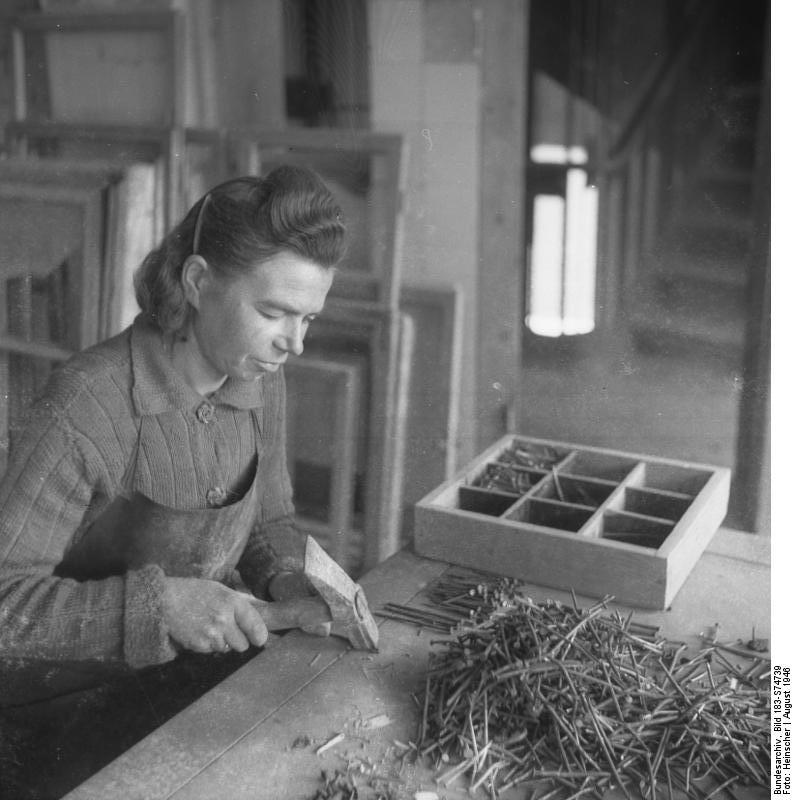
Wiederverwendung gebrauchter Nägel (1946)

Wiederverwendung ist das Prinzip, Aufwand und Material einzusparen, indem eine an einer Stelle nicht mehr benötigte (und damit erneut verfügbar gewordene) Sache an anderer Stelle eingesetzt wird. Durch diese Vorgehensweise erspart man die Vernichtung (auch Zerlegung oder Beseitigung) der nicht mehr benötigten Sache und die Erstellung einer neuen Sache.
Teilbereiche der Wiederverwendung sind:
- Rekonditionierung (Technik), die Wiederherstellung von Gegenständen in ihren ursprünglichen Zustand
- Refurbishment, die qualitative Aufarbeitung und Aufrüstung von Gegenständen
- Retrofit, die Modernisierung oder der Ausbau bestehender Produktionsanlagen
- Wiederverwendbarkeit, einmal geschriebene Programmmodule (Software) auf universelle Einsetzbarkeit auszulegen

## Entsorgungswirtschaft
Die Wiederverwendung dient der Abfallvermeidung im Sinne der europäischen Abfallrahmenrichtlinie. In der nationalen Gesetzgebung wird Wiederverwendung in mehreren Gesetzen definiert. Die Definition des Kreislaufwirtschaftsgesetzes lautet wie folgt:
„Wiederverwendung im Sinne dieses Gesetzes ist jedes Verfahren, bei dem Erzeugnisse oder Bestandteile, die keine Abfälle sind, wieder für denselben Zweck verwendet werden, für den sie ursprünglich bestimmt waren.“ KrWG (idF. v. 24. Februar 2012) §3, (21)
Hierbei ist auf die Voraussetzung hinzuweisen, dass die wiederzuverwendenden Gegenstände keine Abfalleigenschaft innehaben. Die Definition des Elektro- und Elektronikgerätegesetzes unterscheidet sich in diesem Punkt von der Definition des Kreislaufwirtschaftsgesetzes:
„Wiederverwendung im Sinne dieses Gesetzes umfasst Maßnahmen, bei denen die Altgeräte oder deren Bauteile zu dem gleichen Zweck verwendet werden, für den sie hergestellt oder in Verkehr gebracht wurden.“ ElektroG (idF. v. 24. Februar 2012) §3, (6)
Altgeräte sind hierbei Elektro- und Elektronikgeräte, die die Abfalleigenschaft innehaben.
Die Wiederverwendung von Gegenständen ist im Vergleich zur Verwertung mit zusätzlichem Aufwand verbunden. Bei Lagerung und Transport muss zusätzliche Sorgfalt walten gelassen werden und die Säuberung ist in den meisten Fällen zwingend notwendig. Diese gehört, genau wie die Reparatur des Gegenstands, zur „Vorbereitung zur Wiederverwendung“ gemäß Kreislaufwirtschaftsgesetz.

## Technische Dokumentation
In der Technischen Dokumentation ist eine Kerndisziplin die Wiederverwendung bestehender Fragmente bis hin zu ganzen Sätzen und Abschnitten, um sowohl Neuerstellung als auch Übersetzungsaufwände einzusparen. Zur Maximierung der Wiederverwendung müssen entsprechende Fragmente bekannt sein. Redaktionsleitfäden und Übersichten wiederzuverwendender Textbestandteile können ein erster Schritt sein. Entsprechende Tools wie Authoring-Memory-Systeme unterstützen Autoren systematisch dabei, bereits bestehende Fragmente zu finden und mit Referenzierungen exakt wiederzuverwenden.

## Amtsbezeichnung
Beamte, die das 131er-Gesetz von 1951 betraf, durften ihre Amtsbezeichnung mit dem Zusatz „zur Wiederverwendung (z. Wv.)“ weiterführen.